# エディフィシオ・コレオス
エディフィシオ・コレオスはコスタリカの首都・サンホセの郵便局であり著名なランドマークでもある。1917年に完成したこの建物は、ルイス・リャチにより折衷主義的に設計され、アメリカ合衆国の建設会社イングリッシュ・コンストラクション社が施工した。ピーグリーンの壁とコリント式のピラスター（付柱）が特徴的である。建物中央のアーチには両脇を天使に支えられたコスタリカの国章をかたどったレリーフが飾られている。建物正面には1824年から1828年まで大統領を務めたフアン・モラ・フェルナンデスの像が建物に相対する形で立っている。1980年10月14日には歴史的建造物に指定された。建物内にはコレオス・デ・コスタリカの中央郵便局及び観光案内所が入居しており、日常業務を現在も行っている。また1985年からは2階にコスタリカ切手博物館が入居しており、ペニー・ブラックや1863年にコスタリカで初めて発行された切手をはじめとした貴重な収蔵品を公開している。また月に一度博物館主催の切手交換会が行われている。